# 科隆 (密歇根州)
科隆（英語：Colon）是位於美國密歇根州聖約瑟夫縣科隆鎮區的一個村。

## 人口
根據2020年美國人口普查的數據，科隆的面積為4.50平方千米，當中陸地面積為3.56平方千米，而水域面積為0.94平方千米。當地共有人口1199人，而人口密度為每平方千米266人。